# Bleu (Finlande)
Pour les articles homonymes, voir Bleu (homonymie).
Bleu (en finnois : Siniset, en suédois : De Blåa), appelé Réforme bleue (en finnois : Sininen tulevaisuus, SIN, littéralement Avenir bleu) avant 2021, est un parti politique finlandais fondé le 15 novembre 2017 à partir de l'association éponyme créée le 19 juin 2017.

## Historique
Le 13 juin 2017, 20 députés du parti des Vrais Finlandais (PS), dont le ministre des Affaires étrangères Timo Soini, le ministre des Affaires européennes Sampo Terho, le ministre de la Défense Jussi Niinistö et la présidente de l'Eduskunta Maria Lohela, fondent un nouveau groupe parlementaire baptisé Nouvelle alternative (en finnois : Uusi vaihtoehto, UV). 
Ils justifient leur décision par l'élection de Jussi Halla-aho à la présidence des PS et la prise de pouvoir de l'extrême droite radicale au sein de leur formation. Ils réaffirment leur soutien au gouvernement du libéral Juha Sipilä, dont tous les ministres issus des PS rejoignent le ST et conservent leurs fonctions.
Simon Elo, devenu président du groupe, indique trois jours plus tard qu'avec ses collègues ils tenteront de former un parti politique. Avec son adjointe Tiina Elovaara et Sampo Terho, ils annoncent le 19 juin suivant avoir fondé l'association Réforme bleue et confirment l'objectif d'en faire une formation politique. Halla-aho annonce de son côté que tous ceux qui ont suivi Terho et Soini « ne peuvent continuer à servir comme des membres du parti ».
Le 15 novembre 2017, Réforme bleue est officiellement enregistrée comme un parti politique. Le 16 décembre 2017, lors du premier congrès du parti, Sampo Terho est élu président.
Lors des élections législatives du 14 avril 2019, le parti obtient 0,97 % des voix et perd tous ses sièges. Le congrès organisé en juin suivant voit l'élection de Kari Kulmala à la présidence du parti.

## Résultats électoraux

### Élections législatives
| Année | Voix   | %    | Députés | Gouvernement                   |
| ----- | ------ | ---- | ------- | ------------------------------ |
| 2019  | 29 943 | 0,97 | 0 / 200 | Opposition extra-parlementaire |

### Élections européennes
| Année | Voix  | %    | Députés |
| ----- | ----- | ---- | ------- |
| 2019  | 6 044 | 0,30 | 0 / 14  |